# アントン・ライナートブラウン
アントン・ライナート＝ブラウン（Anton Lienert-Brown、1995年4月15日 - ）は、ニュージーランド出身のラグビーユニオン選手。ジャパンラグビーリーグワンのコベルコ神戸スティーラーズに所属している。

## 家族
- 兄のダニエル・ライナート＝ブラウン（英語版）もラグビー選手[1]。

## 経歴
ニュージーランド・クライストチャーチ出身。
2014年、クライストチャーチ・ボーイズ高校卒業後、ワイカトに加入。
同2014年、チーフスのトレーニングメンバーにも選ばれ、同年3月29日、チーフスでブルズ戦に出場し、スーパーラグビーデビューを果たす。
2014年と2015年にU20ニュージーランド代表に選ばれ、U20チャンピオンシップに出場した。 
2016年8月27日、ニュージーランド代表としてオーストラリア代表戦で先発出場し、オールブラックスデビューを果たした。
2019年8月、ワールドカップ2019（日本大会）に出場するスコッドに選ばれ、初戦の南アフリカ共和国代表戦に先発出場した。
2022年のスーパーラグビー・パシフィックのシーズン中に肩を負傷し手術を受け、6か月欠場した。
2023年、ワールドカップ（フランス大会）に出場。
2025年7月、ジャパンラグビーリーグワンのコベルコ神戸スティーラーズへの入団を発表した。